# Romance (film, 1971)
Pour les articles homonymes, voir Romance.
Pour plus de détails, voir Fiche technique et Distribution.
Romance (Incontro) est un film italien réalisé par Piero Schivazappa et sorti en 1971.

## Synopsis
Sandro Zanichelli, timide Parmesan de vingt ans, et Claudia Ridolfi, séduisante trentenaire de la grande bourgeoisie romaine, s'éprennent passionnément l'un de l'autre. Sandro la voudrait tout entière à lui, mais elle est mariée à Stefano, un important technocrate qui la néglige, continuellement absent pour voyages d'affaires. La différence d'âge avec son amant est un frein qui empêche Claudia de quitter son mari, malgré les incessantes suppliques de Sandro. En revenant de voyage, le mari découvre la liaison de sa femme et n'est pas du tout prêt à lâcher prise. Lorsque Claudia se décide enfin, il est trop tard : Sandro, désespéré, s'est suicidé.

## Thème et contexte
Corriere della Sera : dans sa critique titrée « Histoire d'une rencontre qui finit en tragédie (Storia di un incontro che finisce in tragedia) », le quotidien italien évoque une « Love Story » pour ce film qui rencontra le succès en Italie, comme l'indique l'article, grâce à plusieurs facteurs : « La Brésilienne Florinda Bolkan, au sommet de son succès, et Massimo Ranieri, tout juste sorti du film Metello et chanteur populaire qui avait le vent en poupe, ainsi que la collaboration de premier ordre de Franco Di Giacomo à la photographie, Ennio Morricone à la musique et Franco « Kim » Arcalli au montage. »

## Fiche technique
- Titre français : Romance[4]
- Titre original : Incontro (litt. « Rencontre »)
- Réalisation : Piero Schivazappa
- Scénario : Piero Schivazappa, Luciana Corda
- Photographie : Franco Di Giacomo
- Montage : Franco Arcalli
- Musique : Ennio Morricone (BO Incontro éditée en CD par Cam Jazz en 2004)
- Pays d'origine :  Italie
- Tournage : 
  - Langue : italien
  - Extérieurs : Italie
- Producteurs : Giovanni Bertolucci, Marina Cicogna
- Société de production : Excelsior 151/2
- Format : couleur — 35 mm — monophonique
- Genre : mélodrame
- Durée : 92 minutes
- Date de sortie :  1971

## Distribution
- Massimo Ranieri : Sandro Zanichelli
- Florinda Bolkan : Claudia Ridolfi
- Claude Mann : Stefano Ridolfi, le mari de Claudia
- Mariangela Melato : l'amie de Claudia
- Glauco Onorato : un ami de Sandro
- Loretta Goggi
- Barbara Pilavin
- Claudio Giorgi